# Heliconius veraepacis
Heliconius veraepacis är en fjärilsart som beskrevs av Bates 1864. Heliconius veraepacis ingår i släktet Heliconius och familjen praktfjärilar. Inga underarter finns listade i Catalogue of Life.